# Esenyaka
Esenyaka ist ein Dorf in der türkischen Provinz Artvin im Landkreis Yusufeli. Das Gebiet liegt in  der Schwarzmeerregion. Das Dorf liegt ca. 29 km von der Kreisstadt Yusufeli entfernt an den Hängen eines Tales. Der frühere Ortsname lautete Arakos.

## Geschichte
Die Bevölkerung ist im Jahre 1879 während des Russisch-Osmanischen Kriegs aus dem Dorf ausgewandert und kam nach Kriegsende wieder zurück. Esenyaka wurde etwa vor 150 Jahren gegründet. Esenyakas früherer Name war Zor. Eine starke Überschwemmung vor rund 35 Jahren vernichtete mögliche Zeugnisse einer früheren Geschichte. Durch Zuwanderung beherbergt das Dorf eine große Anzahl an Georgiern, die noch ihre Sprache sprechen und ihre Kultur pflegen.
In den 70er und 80er Jahren sind viele aus dem Dorf aus- und in die EU eingewandert, die meisten von ihnen nach Deutschland und Frankreich.
Im Dorf wird Georgisch und Türkisch gesprochen.

## Gliederung
Esenyaka hat offiziell sechs anerkannte Bezirke, weitere wurden nicht anerkannt, da sie nicht durch eine öffentliche Straße erreichbar sind.
- Cami (merkez) = Dorfzentrum
- Çakiroglu
- Dib Mahalle
- Güney Mahalle
- Kuzey Mahalle
- Polostov

Gebiete außerhalb des Dorfes:
- Cumat
- Galsubet
- Gedavnet
- Mantagara
- Kot
- Nahnep
- Natelt
- Tutat
- Vurvanet